# Petra Kvitová
Petra Kvitová (Bílovec, 8. ožujka 1990.) češka je tenisačica. Osvajačica je Wimbledona 2011. i 2014. godine. Predvodila je češku Fed Cup ekipu na putu do dva naslova, 2011. i 2012. godine.

## Životopis
Petra Kvitová se profesionalno bavi tenisom od 2006. godine, kada je osvojila svoja prva dva ITF turnira, u Segedinu i Valašskim Meziříčíma. Prvi WTA turnir osvojila je u siječnju 2009. godine u australskom Hobartu. Dana 9. svibnja 2011. godine, trijumfom na turniru u Madridu, Kvitová je ušla među 10 najboljih svjetskih tenisačica, čime je postala šesta Čehinja kojoj je to uspjelo (ostalih pet su Navrátilová, Mandlíková, Suková, Novotná i Vaidišová).
Najveći Grand Slam rezultat joj je pobjeda u Wimbledonu 2011. godine. U finalu je sa 6:4, 6:3 svladala favoritkinju Mariju Šarapovu. U gledalištu joj je tijekom finala podršku pružala Martina Navrátilová, Petrin idol iz djetinjstva.
Kvitová je krajem 2011. osvojila i WTA prvenstvo u Istanbulu. Na putu do naslova pobijedila je Veru Zvonarevu, Caroline Wozniacki, Agnieszku Radwańsku, Samanthu Stosur te Viktoriju Azarenku u finalu. Godinu je završila sudjelujući u trijumfu Češke nad Rusijom u finalu Fed Cupa u Moskvi. Proglašena je WTA igračicom godine.  

## Stil igre
Kvitová je 182 cm visoka ljevoruka igračica osnovne crte, čiji su najkvalitetniji udarci servis i dvoručni backhand.

## Osvojeni turniri

### Pojedinačno (9 WTA)
| Br. | Datum               | Turnir                  | Suparnica u finalu | Rezultat      |
| 1.  | 16. siječnja 2009.  | Hobart                  | Iveta Benešová     | 7:5, 6:1      |
| 2.  | 8. siječnja 2011.   | Brisbane                | Andrea Petković    | 6:1, 6:3      |
| 3.  | 13. veljače 2011.   | Pariz                   | Kim Clijsters      | 6:4, 6:3      |
| 4.  | 8. svibnja 2011.    | Madrid                  | Viktorija Azarenka | 7:6(3), 6:4   |
| 5.  | 2. srpnja 2011.     | Wimbledon               | Marija Šarapova    | 6:4, 6:3      |
| 6.  | 16. listopada 2011. | Linz                    | Dominika Cibulková | 6:4, 6:1      |
| 7.  | 30. listopada 2011. | WTA prvenstvo, Istanbul | Viktorija Azarenka | 7:5, 4:6, 6:3 |
| 8.  | 13. kolovoza 2012.  | Montréal                | Na Li              | 7:5, 2:6, 6:3 |
| 9.  | 25. kolovoza 2012.  | New Haven               | Marija Kiriljenko  | 7:6(9), 7:5   |

## Rezultati na Grand Slam turnirima
| Grand Slam      | 2008. | 2009. | 2010. | 2011. | 2012. | 2013. |
| --------------- | ----- | ----- | ----- | ----- | ----- | ----- |
| Australian Open | -     | 1k    | 2k    | 1/4F  | 1/2F  | 2k    |
| Roland Garros   | 4k    | -     | 1k    | 4k    | 1/2F  |       |
| Wimbledon       | 1k    | 1k    | 1/2F  | P     | 1/4F  |       |
| US Open         | 1k    | 4k    | 3k    | 1k    | 4k    |       |

## Plasman na WTA ljestvici na kraju sezone
| 2006. | 2007. | 2008. | 2009. | 2010. | 2011. | 2012. | 2013. |
| ----- | ----- | ----- | ----- | ----- | ----- | ----- | ----- |
| 773.  | 157.  | 44.   | 62.   | 34.   | 2.    | 8.    |       |

## Vanjske poveznice
- Profil na stranici WTA Toura (engl.)